# Villa Wolkonsky

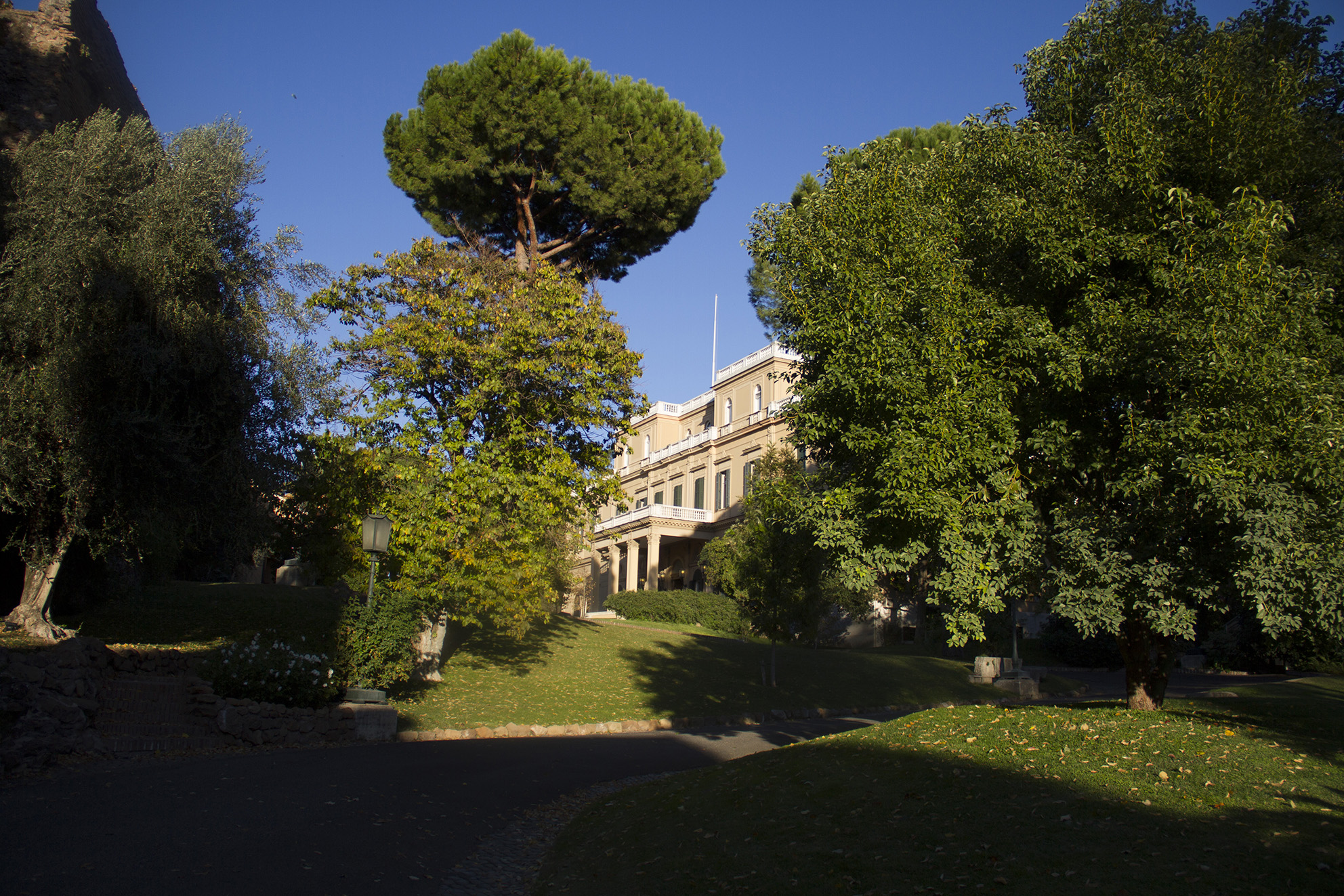
Vista do palacete a partir do jardim

Villa Wolkonsky é uma villa localizada no rione Esquilino de Roma e que atualmente serve de residência do embaixador do Reino Unido na Itália. O terreno todo ocupa onze hectares do monte Esquilino, bem perto de San Giovanni in Laterano.

## Antiguidade
No interior da villa estão trinta e seis arcos do Aqueduto de Nero, construído pelo imperador Nero como extensão da Água Cláudia (de 52 d.C.) para levar água vinda de Subiaco para a sua Casa Dourada e o ninfeu que ficava na lateral do Templo do Divino Cláudio. Foram encontradas ali também tumbas romanas antigas.
Esta região de Roma permaneceu deserta por séculos, com exceção de uma igreja e do Ospedale di San Niccolò. Ao redor de 1400, um pequeno edifício, provavelmente de uso agrícola, foi construído num dos arcos do aqueduto. Em 1551, a propriedade foi descrita como sendo parte de uma vinha de Camillo Rustici e Lorenzo Corvini. Em documentos do século XVIII se fala de uma vigna Falcone e, no século seguinte, como parte dos jardins dos herdeiros de Gian Giacomo Aquaroni.

## Os Wolkonsky

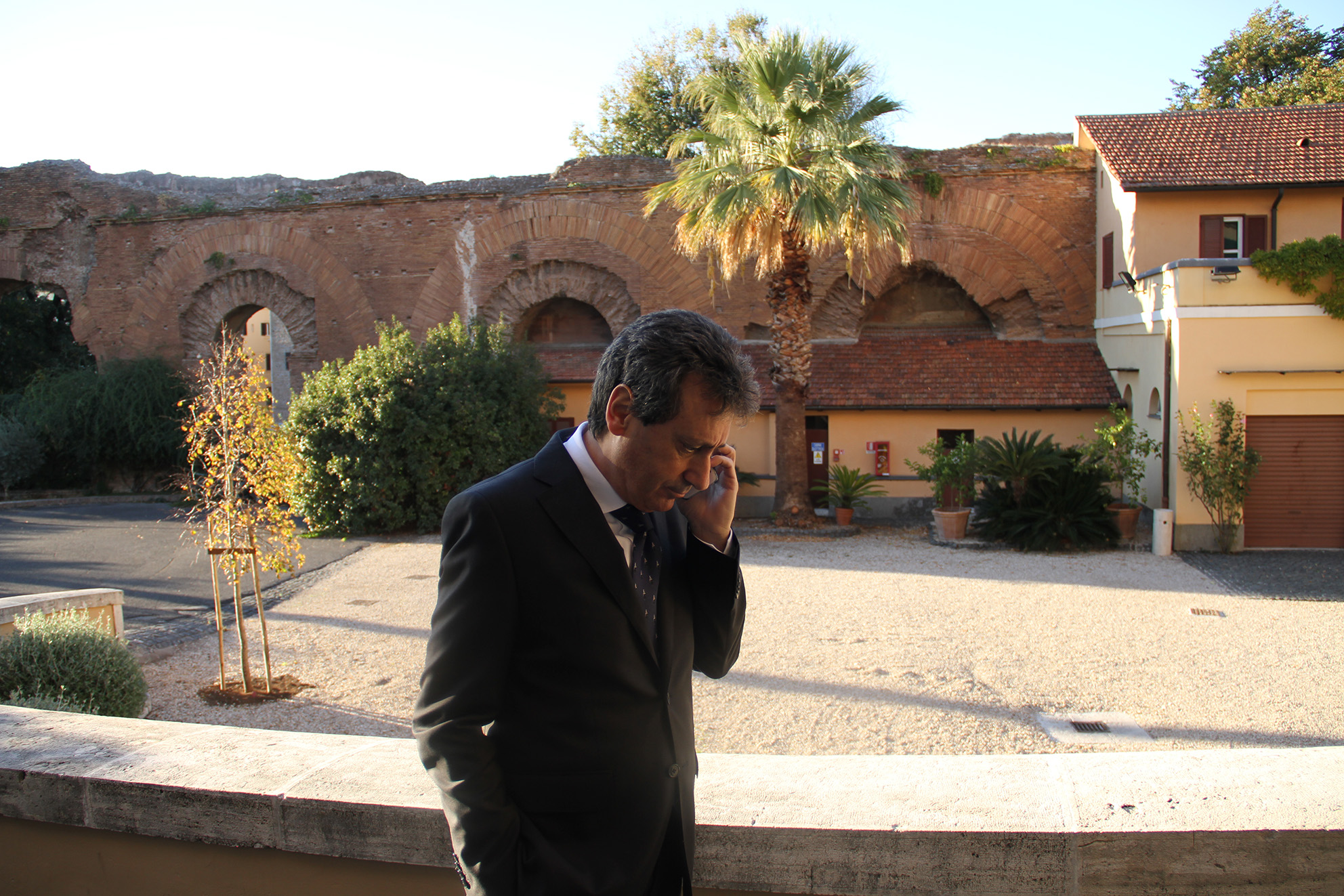
Ruínas do Aqueduto de Nero incorporadas às construções mais modernas.

Em 1830, a região ainda era nitidamente rural quando foi doada à princesa Zinaida Aleksandrovna Belosel'skaja pelo seu pai, Aleksandr Michajlovič Belosel'skij-Belozerskij. Quando ela nasceu, em 1789, ele era embaixador do Reino da Saxônia e depois trabalhou na corte Sabóia em Turim, onde Zinaida passou grande parte de sua infância. Em 1811, ela se casou com o príncipe Nikita Grigor'evič Volkonskij, ajudante de campo do czar Alexandre I da Rússia e, nove anos depois, voltou à Roma pela primeira vez, imergindo imediatamente na vida cultural da cidade. Passados três anos, ela voltou para Moscou e lá permaneceu até 1829, quando morreu Alexandre I. Ela voltou em seguida para Roma, onde se dedicou a cuidar da propriedade que recebeu de seu pai.
Ela encarregou o arquiteto romano Giovanni Azzurri de construir uma pequena villa que compreendia três arcos do aqueduto e firmou um acordo com o governo papal para conseguir restarar as ruínas do aqueduto, transformando, assim, o terreno dos dois lados dele em um belo jardim romântico, plantando ali muitas roseiras (Fanny Mendelssohn, sogra do compositor Felix Mendelssohn, falou de um jardim com milhões de rosas), sebes e várias espécies de árvores. No jardim, ela abriu dois caminhos que terminavam, provavelmente, um perto do aqueduto e outro no pequeno bosque que mandou plantar.
Entre as plantas e as sebes, Zinaida colocou várias estátuas, grandes ânforas, urnas e fragmentos romanos no jardim. Ela ainda restaurou as arcadas incorporando grutas artificiais construídas no nível do solo e erigiu uma coluna de granito vermelho escuro sobre a qual depositou um busto do czar Alexandre I. Durante estes primeiros anos, a villa foi utilizada como "bom retiro" da princesa de suas propriedades no centro da cidade, perto da Fontana di Trevi: na villa e nos seus jardins se reuniam para jantares e festas as principais personalidades residentes ou de passagem por Roma, como Stendhal, Walter Scott, James Fenimore Cooper e Gogol (que se inspirou para sua "Le Anime morte" justamente numa gruta do jardim), Glinka e Donizetti, com quem a princesa, ela própria uma música talentosa, tocou muitas vezes.
Pouco antes de 1840, a princesa se converteu ao catolicismo e o novo czar decidiu não isentá-la das leis contra as propriedades dos católicos: se recusando a abjurar sua nova fé, Zinaida, depois de um breve retorno à sua pátria em 1839 para resolver assuntos familiares, retornou para Roma numa espécie de exílio voluntário. Morto seu marido em 1844, a princesa abandonou a villa para se entregar a uma vida reclusa e caridosa. Ela faleceu em 1862 e foi sepultada na igreja de Santi Vincenzo e Anastasio a Trevi, perto da Fontana di Trevi. A propriedade foi herdada por seu filho, Alexander, que escavou os túmulos romanos além do aqueduto e, depois de sua morte, por Nadia Marchch Campanari, descendente de um dos dois filhos adotados por Alexandre.

## Os Campanari

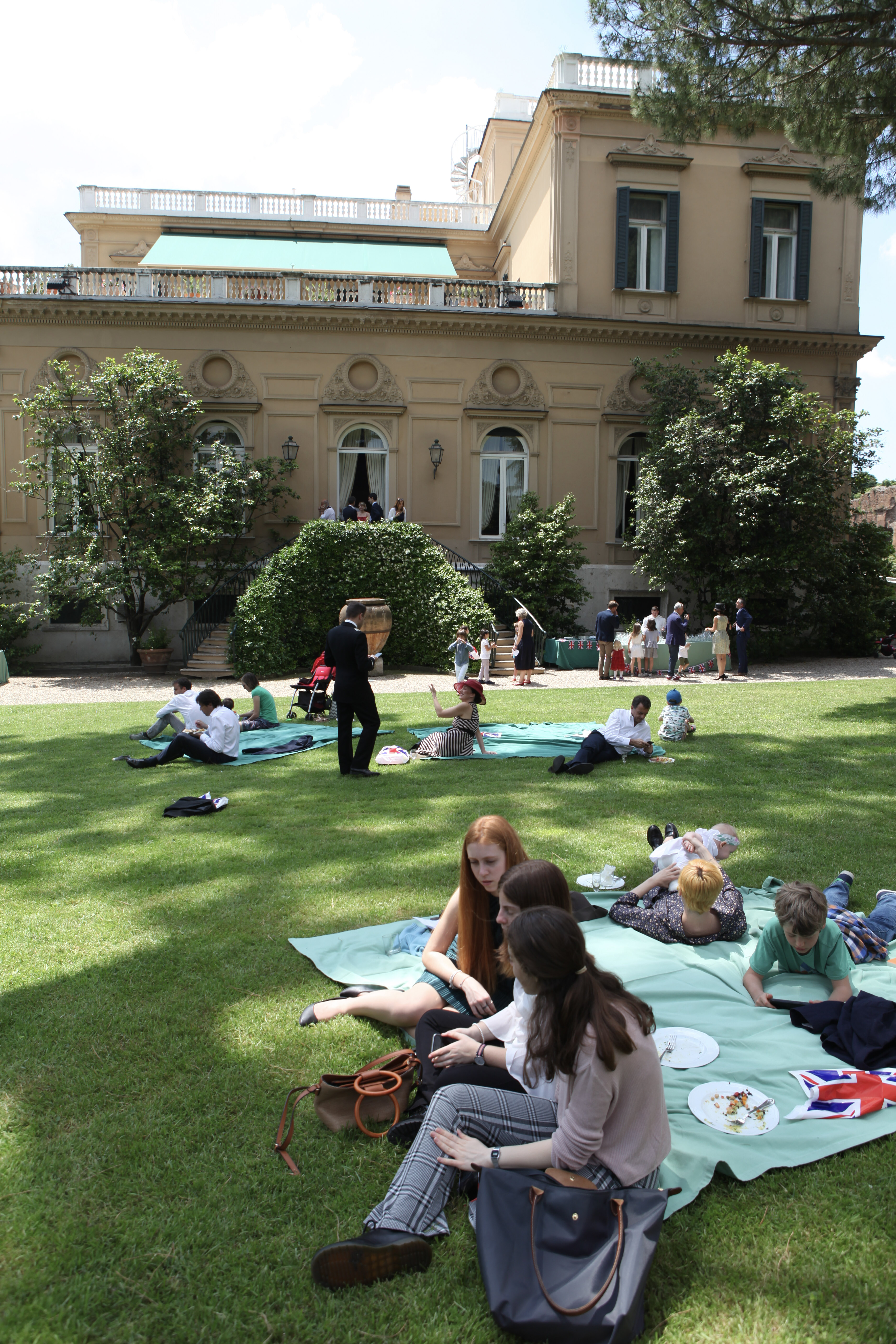
Vista do palacete a partir do jardim durante as celebrações do Casamento de Henrique de Gales e Meghan Markle em maio de 2018.

Em 1883, "Walks in Rome", de Augustus Hare, afirma que a villa ainda contava com um magnífico jardim com uma vista que se estendia por toda a campana romana até Sabina e as colinas Albanas e que ainda podia ser visitada às quartas e sábados com a permissão do proprietário. Na realidade, os Campanari já haviam vendido grande parte dos terrenos que fizeram parte da propriedade aproveitando o rápido desenvolvimento urbano da região, tanto que, em 1886, o ministro da instrução pública, Ruggero Bonghi, atuou para impedir que a propriedade original fosse ainda mais retalhada, mas já era tarde: o jardim já havia perdido seu esplendor original e também a sua vista, obscurecida pelas novas edificações do período humbertino.
Ao redor do final do século XIX, os Campanari construíram uma nova villa na parte meridional da propriedade para alugarem para variados inquilinos. Seguindo o Guia Baedeker (1904), era possível visitar os jardins às terças e nas manhãs de sábado. Em 1922, a família vendeu a villa à República de Weimar (Alemanha) e o palacete se tornou a nova residência do embaixador alemão na Itália depois que as relações entre os dois países foram re-estabelecidas depois do rompimento provocado pela Primeira Guerra Mundial.

## Embaixada alemã
No decurso dos cerca de dez anos seguintes, duas novas alas e a adição de mais um piso quase dobraram a metragem do edfício. Foram instalados sistemas de ventilação artificial, foi construída uma piscina coberta na parte inferior do jardim, foi ampliada a pequena villa secundária e construída uma outra residência perto da entrada da propriedade para abrigar os empregados. Foram realizadas também reformas para transformar devolver ao jardim sua suntuosidade de outrora e para torná-lo um "oásis de pavões, rosas e passarinhos", nas palavras de Raleigh Trevelyan em seu livro "Roma 1944". No biênio 1942-1943, foram restaurados, com amplo uso de mármore, a entrada principal, a sala de jantar e o salão de festas.
Em 1943, com a ocupação alemã da Itália, a villa deixou de ser formalmente uma embaixada. Um dos oficiais capturados por ter enfrentado os invasores na Porta San Paolo relata que ter ficado preso na propriedade, enquanto que os civis eram enviados para a famigerada prisão da Via Tasso (atual Museo storico della Liberazione). Na época, o local era uma dependência da Villa Wolkonsky, à disposição do adido cultural alemão. Depois da liberação de Roma (1944), o governo italiano confiscou a villa por causa de seu uso fora do escopo diplomático e, terminada a guerra, como prenda militar; mais tarde, ela foi incluída na lista de reparações pela Comissão Aliada de Controle. Por um breve período a propriedade foi ocupada pela missão diplomática suíça e pela Cruz Vermelha italiana.

## Embaixada britânica

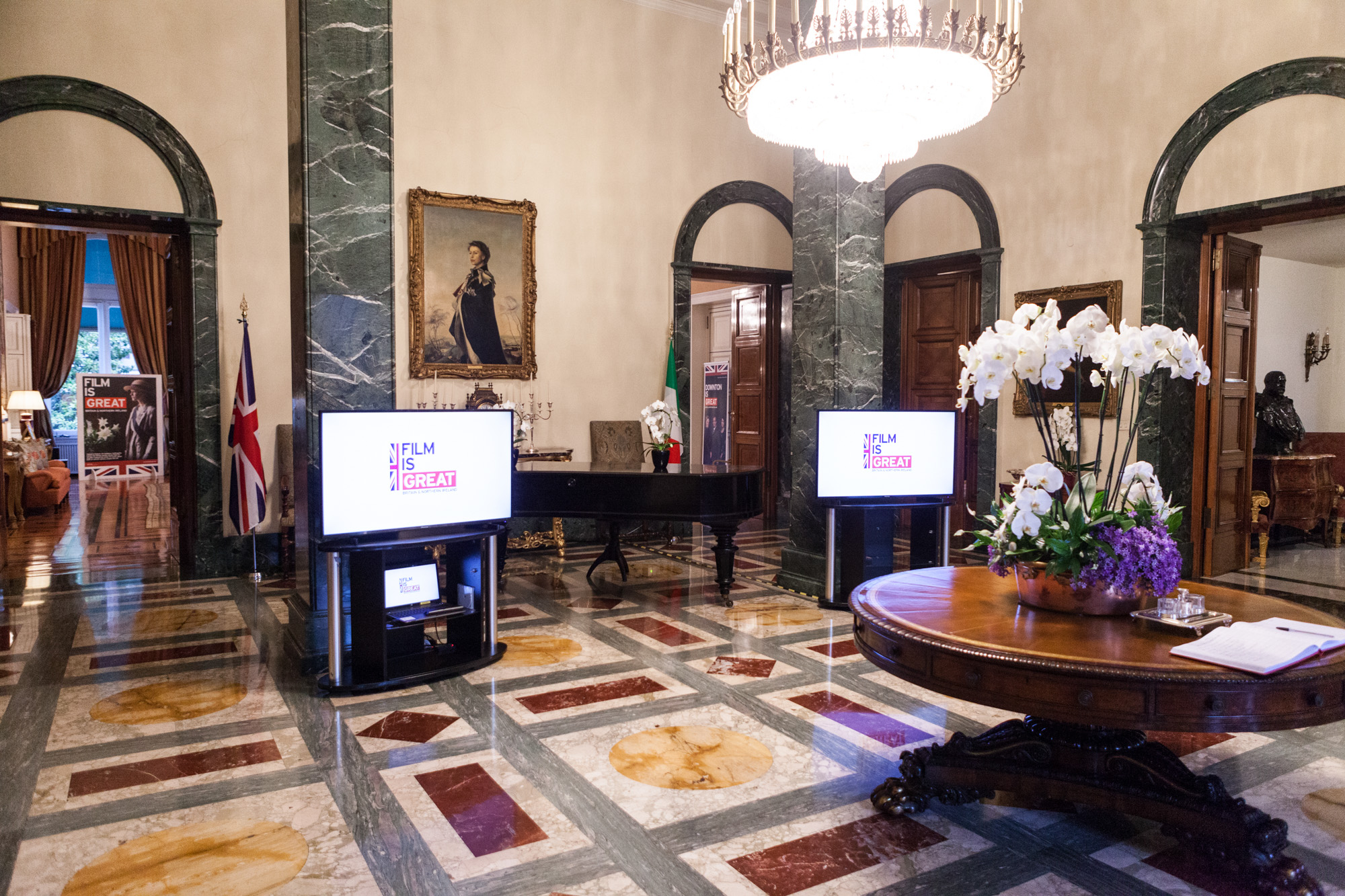
Vista do interior

Em 1946, a embaixada britânica, que ficava na Villa Bracciano, na Via Venti Settembre, foi destruída num atentado terrorista e o governo italiano colocou imediatamente a disposição do pessoal diplomático a Villa Wolkonsky, que se tornou, naquele momento, a nova sede da embaixada. Em 1951, o governo britânico adquiriu formalmente a propriedade. A Villa Wolkonsky foi transformada em residência oficial do embaixador e a embaixada foi instalada na pequena villa da princesa Zinaida, construída entre os arcos do aqueduto e ampliada durante o período alemão.
Em 1956, o colapso de algumas pedras da ruína romana perto da embaixada tornou urgente e necessário um vasto plano de restauração dos 366 metros de aqueduto no interior da propriedade. As obras foram efetuadas pelo Ministério das Obras Públicas britânico de 1958 a 1960 sob a supervisão de Aubrey Bailey. As obras foram realizadas de forma a não alterar o aspecto das ruínas, repletas de rachaduras e rosas, mas tornando o conjunto todo seguro. Em 1971, a nova embaixada, projetada por sir Basil Spence, foi terminada e os escritórios da embaixada retornaram para a região da Porta Pia. A villa, a residência do ministro e as construções menores na propriedade foram reformadas e ainda hoje hospedam o pessoal da embaixada.
Hoje a villa é utilizada para seminários e workshop e também é alugada para eventos de caráter acadêmico ou comercial. Nos vastos jardins se realiza a anual festa do Aniversário da Rainha, um feriado nacional britânico. Um censo recente das plantas e árvores no local revelaram a presença de cerca de 200 espécies diferentes.